# 729 Watsonia
729 Watsonia eller 1912 OD är en asteroid i huvudbältet, som upptäcktes 9 februari 1912 av den amerikanske astronomen Joel Hastings Metcalf i Winchester. Den har fått sitt namn efter den var en kanadensisk-amerikanska astronomen James C. Watson.
Asteroiden har en diameter på ungefär 50 kilometer. Den tillhör och har givit namn åt asteroidgruppen Watsonia.